# Pink Elephants on Parade
«Pink Elephants on Parade» (с англ. — «Парад розовых слонов») — песня из анимационного фильма «Дамбо» (1941) студии Уолта Диснея. Песня была написана специально к этому мультфильму композитором Оливером Уоллесом и поэтом-песенником Недом Вашингтоном, песню в мультфильме исполняет вокальный квартет Sportsmen.
Песня и сопровождаемый ею фрагмент мультфильма стали элементами поп-культуры как символы алкогольного или наркотического отравления, сопровождаемого галлюцинациями.
Фрагмент фильма срежиссирован Норманом Фергюсоном, раскадровка Кена О’Коннора, аниматоры Хикс Локи, Френк Томас и Ховард Свифт.
По сюжету мультфильма несчастный слонёнок Дамбо и его друг и помощник мышь Тимоти случайно принимают алкоголь (пьяницы-клоуны опрокидывают бутылку с шампанским в ведёрко с водой, из которого обычно пьёт Дамбо). В состоянии лёгкого алкогольного опьянения Дамбо начинает выдувать хоботом пузыри. Действие алкоголя всё усиливается, и вдруг Дамбо и Тимоти одновременно замечают, что пузыри превращаются в розовых слонов, которые начинают маршировать, сначала по комнате, а затем в пространстве их субъективного психоделического опыта. Звучит бравурная музыка, антропоморфные, деформированные разноцветные слоны танцуют, поют, играют на трубах и литаврах, трансформируются друг в друга и в знакомые Дамбо объекты. Под утро они растворяются в предрассветном небе, превращаясь в розовые облака, а Дамбо находит себя на высоком дереве. Оказалось, что под воздействием алкоголя он летал.
Дизайн известного аттракциона в Диснейленде, карусель «Дамбо — летающий слон» сначала задумывался по мотивам этого фрагмента мультфильма, но потом было решено сделать её внешний вид более дружелюбным.
Русский текст песни написал Алексей Иващенко в 2005 году на студии «Пифагор», где делался дубляж мультфильма. Песню исполнил вокальный коллектив «Кватро».

## Кавер-версии
- Самая известная кавер-версия принадлежит джазмену Sun Ra. Песня в его исполнении вошла в трибьют-альбом Stay Awake (1988), вместе с другими композициями из классических мультфильмов студии Диснея, перепетыми известными исполнителями.
- Также песню исполняют труппа Circus Contraption и свинг-бэнд Lee Press-on and the Nails.
- Две песни из саундтрека к мультфильму были изданы на Victor Records. Пластинка (78 об/мин) вышла в ноябре 1941 года, через месяц после выхода фильма на экран. Для издания была использована непосредственно звуковая дорожка фильма, это было необычно для того времени. На первой стороне была другая песня из мультфильма — «When I See An Elephant Fly», а на второй — этот трек, озаглавленный «Pink Elephants». Так как права на фильм и звуковую дорожку из него принадлежали Диснею, имена актёров озвучивания на конверте указаны не были (хотя в этом фрагменте кроме песни есть и реплики Тимоти), а длина треков была подрезана под радио-формат (студия Victor Records была создана компанией Victor Talking Machine Company, которая в свою очередь была приобретена корпорацией Radio Corporation of America (RCA)). Год спустя по той же схеме на Bluebird был издан саундтрек диснеевской короткометражки «Der Fuehrer's Face», на этот раз на конверте значились только имена исполнителей песни: Спайк Джонс и его группа «City Slickers».

## Аналогии в фильмах студии Диснея
Студия Уолта Диснея по крайней мере ещё дважды использовала приём сочетания эксцентричной песни с абсурдным видеорядом .
- В мультфильме «Der Fuehrer's Face» (1942) с Дональдом Даком в главной роли в течение почти всего действия звучит одноимённая сатирическая песня, высмеивающая нацистский режим Германии. Дональд вынужден жить в нищете, под жёстким гнётом пропаганды и работать как заведённый на военном заводе. В итоге он сходит с ума, у него начинаются галлюцинации, но к счастью, в конце концов оказывается, что это всего лишь сон, и Дональд просыпается в своём доме, в Соединённых Штатах.
- В мультфильме Винни-Пух и день забот (Winnie the Pooh and the Blustery Day, 1968) есть номер, прямо цитирующий «Pink Elephants on Parade». Это композиция «Heffalumps and Woozles». Винни-Пуху снится кошмар, в котором слонопотамы и ужастры (В переводе Заходера — Бяки) (ужастры — зверьки, похожие на хорьков или кенгуру) стремятся утащить у него мёд. Видеоряд имеет множество отсылок к эпизоду из «Дамбо». Главные герои кошмара Пуха — слоны, среди которых есть и розовые, и марширующие в оркестре, и надувные, и летающие на ушах как Дамбо; многие возникающие образы и их последовательность либо прямо повторяют таковые из «парада слонов», либо являются их переосмыслением (вместо воды и снега — мёд и т. д.).